# Puchar Ameryki Północnej w biathlonie 2013/2014
Puchar Ameryki Północnej w biathlonie 2013/2014 kolejna edycja tego cyklu zawodów. Pierwsze starty zaplanowane są na 23 listopada w kanadyjskim Canmore, zaś koniec cyklu ma nastąpić w lutym 2014 w kanadyjskim La Patrie.
Zwycięstwa klasyfikacji generalnej z poprzedniego sezonu bronić będą zawodnicy kanadyjscy Marc-André Bédard oraz Claude Godbout.

## Wyniki

### Mężczyźni
| 1. Canmore, 23.11.2013 – 24.11.2013 | 1. Canmore, 23.11.2013 – 24.11.2013 | 1. Canmore, 23.11.2013 – 24.11.2013 | 1. Canmore, 23.11.2013 – 24.11.2013 | 1. Canmore, 23.11.2013 – 24.11.2013 |
| Data                                | Konkurencja                         | miejsce                             | miejsce                             | miejsce                             |
| ----------------------------------- | ----------------------------------- | ----------------------------------- | ----------------------------------- | ----------------------------------- |
| 23 listopada 2013                   | Sprint na 10 km                     | Casey Smith                         | Matthew Neumann                     | Raleigh Goessling                   |
| 24 listopada 2013                   | Sprint na 10 km                     | Russell Currier                     | Casey Smith                         | Matthew Neumann                     |

| 2. Canmore, 30.11.2013 – 1.12.2013 | 2. Canmore, 30.11.2013 – 1.12.2013 | 2. Canmore, 30.11.2013 – 1.12.2013 | 2. Canmore, 30.11.2013 – 1.12.2013 | 2. Canmore, 30.11.2013 – 1.12.2013 |
| Data                               | Konkurencja                        | miejsce                            | miejsce                            | miejsce                            |
| ---------------------------------- | ---------------------------------- | ---------------------------------- | ---------------------------------- | ---------------------------------- |
| 30 listopada 2013                  | Bieg indywidualny na 20 km         | Matthew Neumann                    | Wynn Roberts                       | Casey Smith                        |
| 1 grudnia 2013                     | Sprint na 10 km                    | Raleigh Goessling                  | Casey Smith                        | Matthew Neumann                    |

| 3. Mount Itasca, 14.12.2013 – 18.12.2013 | 3. Mount Itasca, 14.12.2013 – 18.12.2013 | 3. Mount Itasca, 14.12.2013 – 18.12.2013 | 3. Mount Itasca, 14.12.2013 – 18.12.2013 | 3. Mount Itasca, 14.12.2013 – 18.12.2013 |
| Data                                     | Konkurencja                              | miejsce                                  | miejsce                                  | miejsce                                  |
| ---------------------------------------- | ---------------------------------------- | ---------------------------------------- | ---------------------------------------- | ---------------------------------------- |
| 14 grudnia 2013                          | Sprint na 10 km                          | Casey Smith                              | Wynn Roberts                             | Russell Currier                          |
| 16 grudnia 2013                          | Sprint na 10 km                          | Casey Smith                              | Russell Currier                          | Wynn Roberts                             |
| 17 grudnia 2013                          | Start masowy na 15 km                    | Russell Currier                          | Casey Smith                              | Raleigh Goessling                        |
| 18 grudnia 2013                          | Sprint na 10 km                          | Russell Currier                          | Bill Bowler                              | Casey Smith                              |

| 4. Valcartier, 18.01.2014 – 19.01.2014 | 4. Valcartier, 18.01.2014 – 19.01.2014 | 4. Valcartier, 18.01.2014 – 19.01.2014 | 4. Valcartier, 18.01.2014 – 19.01.2014 | 4. Valcartier, 18.01.2014 – 19.01.2014 |
| Data                                   | Konkurencja                            | miejsce                                | miejsce                                | miejsce                                |
| -------------------------------------- | -------------------------------------- | -------------------------------------- | -------------------------------------- | -------------------------------------- |
| 18 stycznia 2014                       | Sprint na 10 km                        |                                        |                                        |                                        |
| 19 stycznia 2014                       | Bieg pościgowy na 12,5 km              |                                        |                                        |                                        |

| 5. La Patrie, 1.02.2014 – 2.02.2014 | 5. La Patrie, 1.02.2014 – 2.02.2014 | 5. La Patrie, 1.02.2014 – 2.02.2014 | 5. La Patrie, 1.02.2014 – 2.02.2014 | 5. La Patrie, 1.02.2014 – 2.02.2014 |
| Data                                | Konkurencja                         | miejsce                             | miejsce                             | miejsce                             |
| ----------------------------------- | ----------------------------------- | ----------------------------------- | ----------------------------------- | ----------------------------------- |
| 1 lutego 2014                       | Bieg indywidualny na 20 km          |                                     |                                     |                                     |
| 2 lutego 2014                       | Sprint na 10 km                     |                                     |                                     |                                     |

### Kobiety
| 1. Canmore, 23.11.2013 – 24.11.2013 | 1. Canmore, 23.11.2013 – 24.11.2013 | 1. Canmore, 23.11.2013 – 24.11.2013 | 1. Canmore, 23.11.2013 – 24.11.2013 | 1. Canmore, 23.11.2013 – 24.11.2013 |
| Data                                | Konkurencja                         | miejsce                             | miejsce                             | miejsce                             |
| ----------------------------------- | ----------------------------------- | ----------------------------------- | ----------------------------------- | ----------------------------------- |
| 23 listopada 2013                   | Sprint na 7,5 km                    | Tracy Barnes                        | Emma Lunder                         | Emma Lodge                          |
| 24 listopada 2013                   | Sprint na 7,5 km                    | Emma Lunder                         | Katrina Howe                        | Tracy Barnes                        |

| 2. Canmore, 30.11.2013 – 1.12.2013 | 2. Canmore, 30.11.2013 – 1.12.2013 | 2. Canmore, 30.11.2013 – 1.12.2013 | 2. Canmore, 30.11.2013 – 1.12.2013 | 2. Canmore, 30.11.2013 – 1.12.2013 |
| Data                               | Konkurencja                        | miejsce                            | miejsce                            | miejsce                            |
| ---------------------------------- | ---------------------------------- | ---------------------------------- | ---------------------------------- | ---------------------------------- |
| 30 listopada 2013                  | Bieg indywidualny na 15 km         | Emma Lodge                         | Emma Lunder                        | Katrina Howe                       |
| 1 grudnia 2013                     | Sprint na 7,5 km                   | Katrina Howe                       | Emma Lodge                         | Emma Lunder                        |

| 3. Mount Itasca, 14.12.2013 – 18.12.2013 | 3. Mount Itasca, 14.12.2013 – 18.12.2013 | 3. Mount Itasca, 14.12.2013 – 18.12.2013 | 3. Mount Itasca, 14.12.2013 – 18.12.2013 | 3. Mount Itasca, 14.12.2013 – 18.12.2013 |
| Data                                     | Konkurencja                              | miejsce                                  | miejsce                                  | miejsce                                  |
| ---------------------------------------- | ---------------------------------------- | ---------------------------------------- | ---------------------------------------- | ---------------------------------------- |
| 15 grudnia 2013                          | Sprint na 7,5 km                         |                                          |                                          |                                          |
| 17 grudnia 2013                          | Bieg pościgowy na 10 km                  |                                          |                                          |                                          |
| 18 grudnia 2013                          | Start masowy na 12,5 km                  |                                          |                                          |                                          |

| 4. Valcartier, 18.01.2014 – 19.01.2014 | 4. Valcartier, 18.01.2014 – 19.01.2014 | 4. Valcartier, 18.01.2014 – 19.01.2014 | 4. Valcartier, 18.01.2014 – 19.01.2014 | 4. Valcartier, 18.01.2014 – 19.01.2014 |
| Data                                   | Konkurencja                            | miejsce                                | miejsce                                | miejsce                                |
| -------------------------------------- | -------------------------------------- | -------------------------------------- | -------------------------------------- | -------------------------------------- |
| 18 stycznia 2014                       | Sprint na 7,5 km                       |                                        |                                        |                                        |
| 19 stycznia 2014                       | Bieg pościgowy na 10 km                |                                        |                                        |                                        |

| 5. La Patrie, 1.02.2014 – 2.02.2014 | 5. La Patrie, 1.02.2014 – 2.02.2014 | 5. La Patrie, 1.02.2014 – 2.02.2014 | 5. La Patrie, 1.02.2014 – 2.02.2014 | 5. La Patrie, 1.02.2014 – 2.02.2014 |
| Data                                | Konkurencja                         | miejsce                             | miejsce                             | miejsce                             |
| ----------------------------------- | ----------------------------------- | ----------------------------------- | ----------------------------------- | ----------------------------------- |
| 1 lutego 2014                       | Bieg indywidualny na 15 km          |                                     |                                     |                                     |
| 2 lutego 2014                       | Sprint na 7,5 km                    |                                     |                                     |                                     |

## Klasyfikacje

### Mężczyźni
| Miejsce | Imię | Punkty |
| ------- | ---- | ------ |
| 1.      |      |        |
| 2       |      |        |
| 3.      |      |        |
| 4.      |      |        |
| 5.      |      |        |
| 6.      |      |        |
| 7.      |      |        |
| 8.      |      |        |
| 9.      |      |        |
| 10.     |      |        |

| Miejsce | Imię | Punkty |
| ------- | ---- | ------ |
| 11.     |      |        |
| 12.     |      |        |
| 13.     |      |        |
| 14.     |      |        |
| 15.     |      |        |
| 16.     |      |        |
| 17.     |      |        |
| 18.     |      |        |
| 19.     |      |        |
| 20.     |      |        |

| Miejsce | Imię | Punkty |
| ------- | ---- | ------ |
| 1.      |      |        |
| 2.      |      |        |
| 3.      |      |        |
| 4.      |      |        |
| 5.      |      |        |
| 6.      |      |        |
| 7.      |      |        |
| 8.      |      |        |
| 9.      |      |        |
| 10.     |      |        |

| Miejsce | Imię | Punkty |
| ------- | ---- | ------ |
| 1.      |      |        |
| 2.      |      |        |
| 3.      |      |        |
| 4.      |      |        |
| 5.      |      |        |
| 6.      |      |        |
| 7.      |      |        |
| 8.      |      |        |
| 9.      |      |        |
| 10.     |      |        |

| Miejsce | Imię | Punkty |
| ------- | ---- | ------ |
| 1.      |      |        |
| 2       |      |        |
| 3.      |      |        |
| 4.      |      |        |
| 5.      |      |        |
| 6.      |      |        |
| 7.      |      |        |
| 8.      |      |        |
| 9.      |      |        |
| 10.     |      |        |

### Kobiety
| Miejsce | Imię | Punkty |
| ------- | ---- | ------ |
| 1.      |      |        |
| 2       |      |        |
| 3.      |      |        |
| 4.      |      |        |
| 5.      |      |        |
| 6.      |      |        |
| 7.      |      |        |
| 8.      |      |        |
| 9.      |      |        |
| 10.     |      |        |

| Miejsce | Imię | Punkty |
| ------- | ---- | ------ |
| 11.     |      |        |
| 12.     |      |        |
| 13.     |      |        |
| 14.     |      |        |
| 15.     |      |        |
| 16.     |      |        |
| 17.     |      |        |
| 18.     |      |        |
| 19.     |      |        |
| 20.     |      |        |

| Miejsce | Imię | Punkty |
| ------- | ---- | ------ |
| 1.      |      |        |
| 2.      |      |        |
| 3.      |      |        |
| 4.      |      |        |
| 5.      |      |        |
| 6.      |      |        |
| 7.      |      |        |
| 8.      |      |        |
| 9.      |      |        |
| 10.     |      |        |

| Miejsce | Imię | Punkty |
| ------- | ---- | ------ |
| 1.      |      |        |
| 2.      |      |        |
| 3.      |      |        |
| 4.      |      |        |
| 5.      |      |        |
| 6.      |      |        |
| 7.      |      |        |
| 8.      |      |        |
| 9.      |      |        |
| 10.     |      |        |

| Miejsce | Imię | Punkty |
| ------- | ---- | ------ |
| 1.      |      |        |
| 2       |      |        |
| 3.      |      |        |
| 4.      |      |        |
| 5.      |      |        |
| 6.      |      |        |
| 7.      |      |        |
| 8.      |      |        |
| 9.      |      |        |
| 10.     |      |        |